# Eugène Atget
Eugène Atget (Libourne, 12 febbraio 1857 – Parigi, 4 agosto 1927) è stato un fotografo francese.

## Biografia

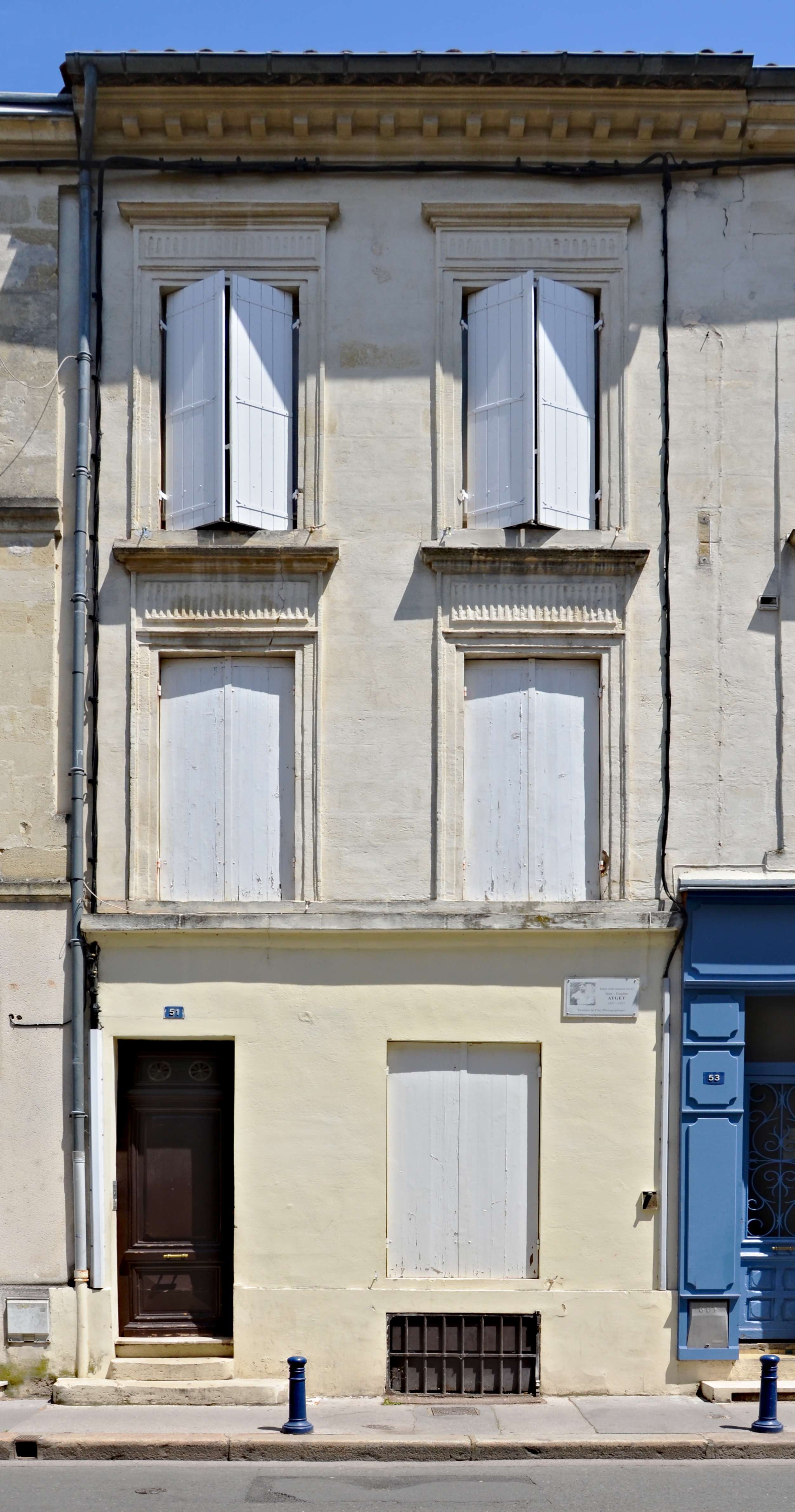
Luogo di nascita di Atget a Libourne (Francia)

Rimase orfano a cinque anni e nel 1875 si arruolò nella marina mercantile, lavorando come mozzo per due anni. Nel 1878 tornò a Parigi e provò ad entrare al corso d'arte drammatica del Conservatorio. Non ci riuscì, e dovette così attendere di finire il servizio di leva per ritentare, stavolta con successo, nel 1879, l'ingresso al conservatorio. Nel 1885 entrò a far parte di una compagnia teatrale itinerante: nonostante gli scarsi risultati, questo mestiere gli permise di conoscere quella che diventerà la donna della sua vita, Valentine Delafosse-Compagnon.
A causa di un'infezione alle corde vocali abbandonò il teatro, dedicandosi alla pittura, al disegno e alla fotografia. Decise quindi di darsi alla fotografia in maniera intensiva, poiché riteneva di poter fornire a pittori, disegnatori e architetti le documentazioni di cui avevano bisogno per svolgere il proprio lavoro. Cominciò così a vendere i suoi soggetti cittadini in giro per Parigi, finché la Biblioteca nazionale di Francia si accorse di lui e acquistò l'intera collezione delle sue foto.
Gli anni successivi al 1900 furono difficili per Atget e sua moglie. Nonostante l'ottima clientela (Braque, Derain, de Vlaminck), i due non versavano in buone condizioni economiche, tanto che negli anni venti Atget smise gradualmente di fotografare.
Valentine morì nel 1926, ed Eugène la seguì il 4 agosto 1927.
La sua fortuna fu sostanzialmente postuma, anche se un esponente del Surrealismo come Man Ray, suo vicino di studio in rue Campagne-Première a Montparnasse, aveva già da tempo apprezzato il suo lavoro e pubblicato una sua fotografia sulla copertina della rivista La révolution surréaliste. Grazie a Berenice Abbott, assistente di Man Ray, ed al gallerista Julian Levi, una gran parte del suo archivio ha potuto essere preservata ed è dal 1968 conservata dal Museum of Modern Art di New York.
 Definito da Berenice Abbott il "Balzac della fotografia", è oggi considerato tra i grandi fotografi del Novecento.